# 鰻池
鰻池（日语：／ Unagi-ike）是日本鹿兒島縣薩摩半島東南部一個近似圓形的火山湖，位於指宿市內，西距池田湖約3公里，是霧島錦江灣國立公園的一部分。湖面標高120公尺，深56.5公尺。

## 概況
約5500年前，幾乎是在池田湖形成的同一時期，鰻池地區因火山爆發而發生了岩漿的蒸汽爆炸，爆炸後形成的火山口經常年雨水積累形成了鰻池。當時爆炸的噴發物主要分佈在湖的東南部。鰻池湖底是被高度差約10公尺－200公尺的山崖所包圍的鍋底狀地形，沒有任何河川流入或流出。
鰻池和山川灣、成川盆地、池田湖、池底和松窪等活火山群一道被日本氣象廳指定為C級活火山地帶，受到嚴密監視。

## 開發
湖畔至今仍有高溫水蒸氣噴出，當地人利用這種蒸汽設計了一種叫做「スメ」的獨特灶台進行食物蒸煮。湖的東北部有溫泉湧出，水溫接近100攝氏度，已開發成為鰻溫泉溫泉鄉。
當地1992年開始有過鰻魚養殖，但由於水質惡化和產業繼承不足，已於1996年結束。

## 交通
- 國道226號 (日本)